# Raphitoma nivea
Raphitoma nivea é uma espécie de gastrópode do gênero Raphitoma, pertencente a família Raphitomidae.